# Bulza, Timiș
Bulza este un sat în comuna Margina din județul Timiș, Banat, România.
Aici există o biserică ortodoxă din lemn construită în 1820 ce poartă hramul "Sf. Ioan Teologul".

## Populația

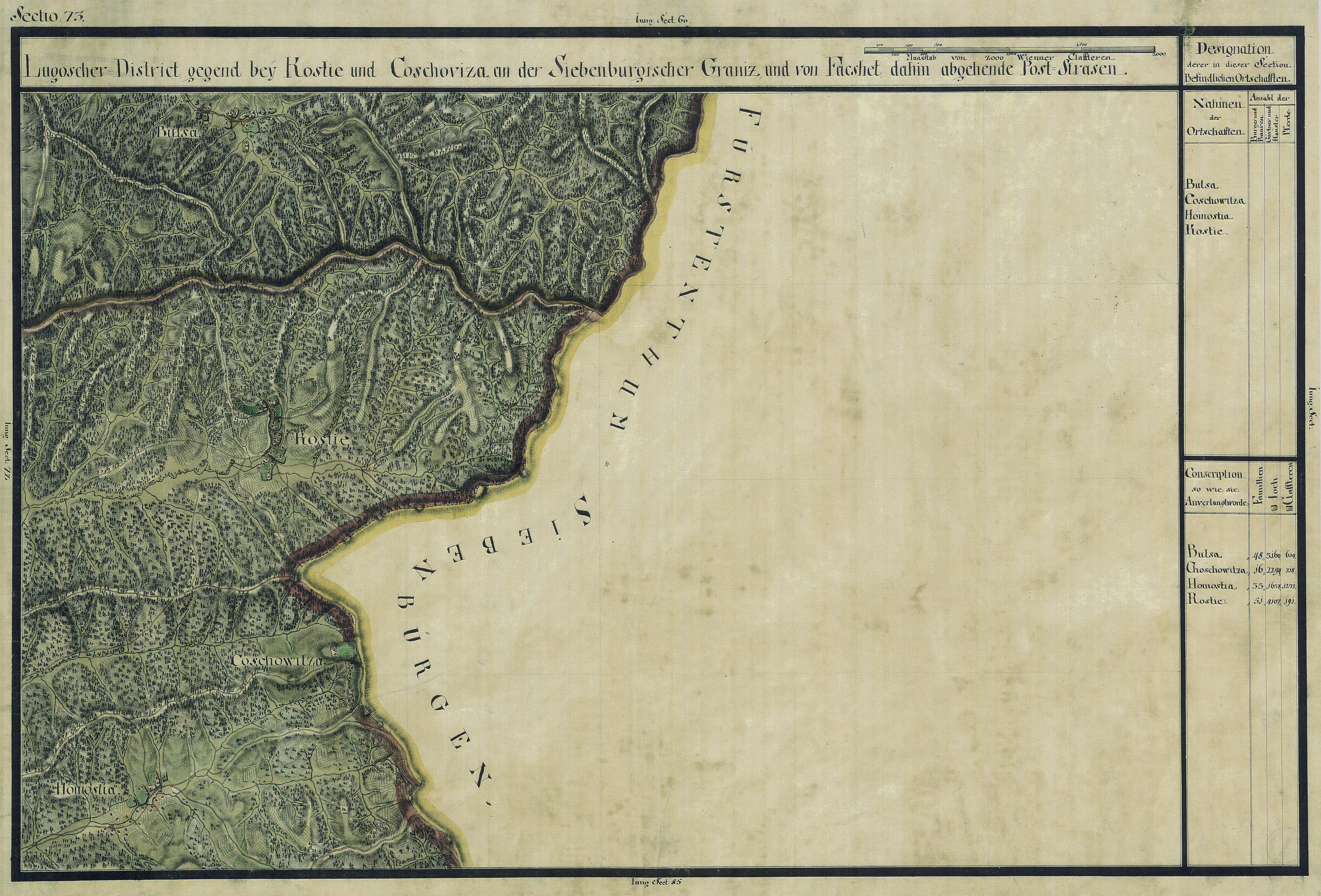
Bulza în Harta Iosefină a Banatului, 1769-72